# Alfred Herman
Alfred „Al“ Howard Herman (* 8. September 1889 in New York City, New York; † Dezember 1973 in Los Angeles, Kalifornien) war ein US-amerikanischer Artdirector und Szenenbildner, der bei der Oscarverleihung 1940 für einen Oscar für das beste Szenenbild nominiert war.

## Leben
Herman begann 1933 seine Laufbahn als Artdirector und Szenenbildner mit Filmen wie King Kong und die weiße Frau, Emergency Call sowie The Past of Mary Holmes und wirkte bis 1952 an der szenischen Ausstattung von rund neunzig Filmen mit.
Bei der Oscarverleihung 1940 war er zusammen mit Van Nest Polglase für den Oscar für das beste Szenenbild nominiert und zwar für Leo McCareys Melodram Ruhelose Liebe (1939) mit Irene Dunne, Charles Boyer und Maria Ouspenskaya in den Hauptrollen.

## Filmografie (Auswahl)
- 1933: King Kong und die weiße Frau (King Kong)
- 1933: Emergency Call
- 1933: The Past of Mary Holmes
- 1934: His Greatest Gamble
- 1934: The Age of Innocence
- 1936: Smartest Girl in Town
- 1938: Radio City Revels
- 1939: Der Glöckner von Notre Dame (The Hunchback of Notre Dame)
- 1939: Ruhelose Liebe (Love Affair)
- 1940: Dance, Girl, Dance
- 1942: Syncopation
- 1942: Es waren einmal Flitterwochen (Once Upon a Honeymoon)
- 1943: Harte Burschen – steile Zähne (A Lady Takes a Chance)
- 1943: Behind the Rising Sun
- 1945: Sing Your Way Home
- 1946: The Locket
- 1946: Morgen und alle Tage (From This Day Forward)
- 1947: Im Kreuzfeuer (Crossfire)
- 1948: Berlin-Express (Berlin Express)
- 1949: Sie leben bei Nacht (They Live by Night)
- 1950: Glücksspiel des Lebens (Walk Softly, Stranger)
- 1950: Endstation Mord (Gambling House)
- 1951: Auf Bewährung freigelassen (The Company She Keeps)
- 1952: The Lusty Men